# Hylexetastes uniformis
Hylexetastes uniformis е вид птица от семейство Furnariidae. Видът е световно застрашен, със статут Уязвим.

## Разпространение
Видът е разпространен в Боливия и Бразилия.